# هفتاد و شش (رمان)
هفتاد و شش (به انگلیسی: Seventy-Six) یک رمان تاریخی نوشته جان نیل نویسنده آمریکایی است. این رمان که در سال ۱۸۲۳ در بالتیمور منتشر شد، چهارمین رمانی است که دربارهٔ جنگ انقلاب آمریکا نوشته شده‌است. این رمان که از لحاظ تاریخی به دلیل استفاده پیشگام از زبان محاوره‌ای، گویش یانکی، رئالیسم صحنه نبرد، شخصیت‌پردازی بالا، جریان سیال ذهن، ناسزاگویی، و به تصویر کشیدن رابطه جنسی و عاشقانه، متمایز است، نویسندگان بعدی آمریکایی را تحت تأثیر قرار داد. نثر روایی بیش از هر ادبیات دیگری در دوره خود به انگلیسی گفتاری آمریکایی شباهت دارد. این نخستین اثر داستانی آمریکایی بود که از عبارت son-of-a-bitch استفاده کرد. داستان توسط سرباز ارتش قاره‌ای جاناتان اودلی روایت می‌شود و داستان‌های عاشقانه متعددی را دنبال می‌کند که با صحنه‌های نبرد و پیشرفت کلی جنگ در هم آمیخته می‌شود. این داستان از درد و نفرت مردانه و اعمال خشونت‌آمیز در جنگ و دوئل روایت دارد. این رمان پاسخی به جاسوس (۱۸۲۱) اثر جیمز فنیمور کوپر و با الهام از کار نیل در تاریخ انقلاب آمریکا (۱۸۱۹)، بیش از بیست و هفت روز در اوایل سال ۱۸۲۲ نوشته شد. این رمان عموماً در زمان انتشار با استقبال خوبی مواجه شد و مطرح گردید. موقعیت ملی نیل به عنوان یک نویسنده، و برخی از محققان و خود نویسنده آن را بهترین رمان او می‌دانند، اگرچه اتفاق نظر بین محققان بر این است که این کتاب بیشتر موفق نبوده‌است. رمان در قرن ۲۰ و ۲۱ تا حد زیادی به فراموشی سپرده شد.